# L'Acquabbelle
L'Acquabbelle è una canzone popolare dialettale abruzzese composta da Cesare De Titta e Guido Albanese. La canzone è presente, con varie versioni corali, in numerose edizioni di raccolte di canti popolari italiani.

## Edizioni
- 1927 in «Nuovi Canti Popolari D’Abruzzo»
- 1964 Edizioni De Santis, Roma (con Vóla, Vóla, Vóla).